# Soultan Amet-Khan
Soultan Amet-Khan (en russe : Султан Амет-хан ; en tatar de Crimée : Sultan Amethan), né le 25 octobre 1920 et mort le 1er février 1971, est un aviateur soviétique. Membre du Parti communiste de l'Union soviétique depuis 1942. Pilote de chasse et as de la Seconde Guerre mondiale, il fut distingué deux fois par le titre de Héros de l'Union soviétique.

## Biographie

### Formation initiale
Soultan Amet-Khan est né le 25 octobre 1920 à Aloupka, en Crimée ; son père est daghestanais et sa mère tatar,. Il fréquente dans sa jeunesse une école professionnelle de chaudronnerie ferroviaire dont il est diplômé en 1938. Il travaille ensuite pendant un temps comme assistant chaudronnier dans un dépôt de chemin de fer, mais préfère finalement s’engager dans l’armée en 1939, où il peut bénéficier de cours à l’école d’aviation de Kachinsk, dont il est diplômé en 1940.

### Seconde Guerre mondiale
Affecté au 4e régiment de chasse basé à Odessa au début de la guerre, il effectue en quelques mois cent trente sortie sur I-16 avant d’être nommé chef d’escadrille et de passer sur Hurricane à la fin de l’année 1941.
Le 31 mai 1942, il réalise vers Iaroslavl un abordage volontaire, dit taran, sur un Ju-88 après que ses mitrailleuses se soient enrayés, ce qui lui vaut d’être décoré de l’ordre de Lénine,. L’été 1942 est particulièrement animé avec souvent jusqu’à cinq ou six sorties par jour dans la région de Voronej pendant lesquelles il abat plusieurs Me 109 et Ju-88, ce qui lui vaut d’être décoré pour la deuxième fois de l’ordre du Drapeau rouge pour avoir détruit sept appareils allemands en quelques jours avec son Yak-1. Son régiment subit toutefois de lourdes pertes et il est lui-même abattu par un Me 109 en août près de Stalingrad, mais parvient à faire un atterrissage d’urgence dont il ressort sans blessure grave.
L’état-major de la 8e armée décide en octobre 1942 de regrouper les meilleurs pilotes au sein du 9e régiment de chasse de la Garde, dans lequel Amet-Khan devient chef de la première escadrille. Son tableau de chasse augmente considérablement dans les mois suivants, avec de plus en plus souvent plusieurs appareils abattus en une seule sortie tandis qu’il passe sur P-39 au début de l’été. À la suite de nombreuses victoires aériennes, il est élevé au rang de héros de l’Union soviétique le 24 août 1943.
À la fin de la guerre, son tableau de chasse est de trente appareils abattus en six cent trois missions, auxquels s’ajoutent dix-neuf autres victoires partagées. Promu au grade de major, il reçoit pour la seconde fois la dignité de héros de l’Union soviétique le 29 juin 1945 avant de retourner à la vie civile en 1946.

### Après guerre
Après la guerre, Amet-Khan devient en mars 1946 pilote d'essai à l’Institut de recherche aéronautique Mikhaïl Gromov (en). En 1947, il est décoré de la médaille de pilote d’essai de première classe et est promu podpolkovnik. Au cours de sa carrière de pilote d’essai il effectue environ deux mille heures de vol sur une centaine de modèles d’aéronefs différents.
En 1956, Soultan Amet-Khan est l'un des premiers à signer la pétition adressée au comité central du parti communiste de l'URSS demandant la réhabilitation des tatars de Crimée.
Soultan Amet-Khan meurt le 1er février 1971 dans le crash d’un Tu-16 qu’il testait et est inhumé au cimetière de Novodevitchi à Moscou.

## Postérité
L'aéroport Ouïtach à Makhatchkala, capitale du Daghestan, porte son nom.
En 2010, le monument à l'effigie de Soultan Amet-Khan est inauguré à Iaroslavl.
Son histoire est portée au cinéma dans le film Haytarma (2013).
Le musée consacré au célèbre aviateur a ouvert ses portes à Aloupka en 1993, depuis 2001, c'est une filiale du musée des arts des tatars de Crimée.

### Tableau de chasse
- 603 sorties[1] ;
- 130 combats aériens[1] ;
- 30 victoires aériennes personnelles[1] ;
- 19 victoires aériennes partagées[1] ;

### Liste des récompenses
| Récompense                                    | Date de remise                                                |
| --------------------------------------------- | ------------------------------------------------------------- |
| Héros de l’Union soviétique (deux fois)       | Première remise : 24 août 1943 Deuxième remise : 29 juin 1945 |
| Ordre de Lénine (trois fois)                  | Première remise : après un taran réalisé le 31 mai 1942       |
| Ordre du Drapeau rouge (cinq fois)            | Deuxième remise : vers juillet 1942                           |
| Ordre d'Alexandre Nevski                      |                                                               |
| Ordre de la Guerre patriotique de 1re classe  |                                                               |
| Ordre de l'Étoile rouge                       |                                                               |
| Médaille de pilote d’essai de première classe | 1947                                                          |